# حشره‌خوار جاوه‌ای
 حشره‌خوار جاوه‌ای (نام علمی: Crocidura maxi) نام یک گونه از سرده حشره‌خوارهای دندان‌سفید است.